# Henri Tudor
Henri Owen Tudor (Ferschweiler, 30 de setembro de 1859 — 31 de maio de 1928) foi um engenheiro luxemburguês.